# Iriomote
Iriomote bzw. Iriomote-jima (jap. 西表島) ist mit 289,28 km² die größte Insel der Yaeyama-Gruppe in der Präfektur Okinawa, fast am südwestlichen Ende der japanischen Inselkette. Aufgrund ihres außerordentlichen Artenreichtums wurde Iriomote auch „Galapagos des Ostens“ genannt.

## Geografie
Iriomote-jima liegt südlicher als Taipeh und mit ca. 180 km Entfernung näher an Taiwan als an der Hauptinsel der Präfektur Okinawa (ca. 430 km).
Der überwiegende Teil der Insel steht unter Naturschutz und ist Teil des Iriomote-Ishigaki-Nationalparks (125 km² Landfläche), der auch die Inseln Kuroshima, Kohama-jima und Taketomi-jima einschließt. Verwaltet werden die Inseln von der Gemeinde Taketomi, wobei Iriomote die Hauptinsel der Gemeinde bildet.
Zu den größeren Flüssen der Insel zählt der Urauchi und der Nakama.
Zwischen letzteren beiden befindet sich die Sekisei-Lagune mit Japans größtem Korallenriff. Ihre Ausdehnung beträgt 20 km in Nord-Süd-Richtung, 15 km von Ost nach West. Etwa 21 km nordwestlich der Insel liegt ein unterseeischer aktiver Vulkan (letzter Ausbruch 1926).

## Bevölkerung
Zwar hat die Insel eine größere Fläche als die benachbarte Ishigaki-jima, doch ist sie mit 2224 Einwohnern in 1166 Haushalten (Stand 2011) nur dünn besiedelt. Der lokale Dialekt, eine Variante der Yaeyama-Sprache, wird inzwischen kaum noch verwendet.

## Topographie
Das unwegsame Inselinnere ist durchweg hügelig mit Anhöhen bis etwa 400 m Höhe, der Berg Komidake (古見岳) erreicht 470 m.
Aufgrund der hohen Luftfeuchtigkeit (90 % im Jahresdurchschnitt), der großen Niederschlagsmengen und starken Bewaldung ist Iriomote-jima wasserreich. Es gibt 26 Flüsse mit dem Urauchigawa (18,8 km) als längstem Fluss der Präfektur Okinawa an der Spitze, gefolgt vom Nakamagawa (13,5 km).
An den Küsten wechseln steile Felswände mit Sandstrand. An einigen Stellen findet man sogenannten „Sternensand“ (hoshizuna, 星砂), der aus den sternförmigen Kalkskeletten von Foraminiferen der umliegenden Korallenriffe besteht.

## Flora und Fauna
90 % der Insel sind von subtropischem Urwald bedeckt, in den Niederungen des Mündungsbereichs finden sich Mangrovensümpfe.
1965 wurde die Iriomote-Katze (Prionailurus bengalensis iriomotensis, jap. Iriomote-yamaneko) entdeckt, eine unter Artenschutz stehende Unterart der Bengalkatze, die ausschließlich auf dieser Insel lebt. Als Naturdenkmal ebenfalls geschützt sind der Haubenschlangenadler (Spilornis cheela, jap. kanmuri-washi), die Gelbrand-Scharnierschildkröte (Cuora flavomarginata, jap. Semaruhakogame), eine Glattechse (Plestiodon kishinouyei, jap. Kishinoue-tokage) sowie eine in der Yaeyama-Inselgruppe verbreitete, Sakishima-Habu genannte Grubenotternart. Deren Biss ist nur in seltenen Fällen tödlich im Gegensatz zu dem Gift der größeren Grubenottern auf den nördlicheren Inseln der Ryukyu-Inselkette. Viele Tierarten der außerordentlichen Artenvielfalt auf Iriomote sind endemisch, kommen also nur hier vor.

## Siedlung und Verkehr
Zwei Siedlungen, Uehara (上原) im Norden und Ōhara (大原) im Südosten, haben Schiffsverbindungen mit zur Insel Ishigaki-jima (ca. 45 min), der nächste Flugplatz liegt auf der Insel Ishigaki-jima.
Die einzige Straße führt von Shirahama im Nordwesten über Uehara die Nord- und Ostküste entlang bis Ōhara im Südosten. An der Süd- und Westküste wie auch im Landesinnern gibt es keine befahrbaren Wege.

## Geschichte
Lange lebten hier nur wenige Reisbauern und Fischer an einigen Stellen der Küste. Zwar versuchte das Königreich Ryūkyū in der frühen Neuzeit eine intensivere Erschließung zu erzwingen, doch wurde die Bevölkerung durch die seit alters her wütende Malaria immer wieder dezimiert. Im Jahre 1879 wurde die Ryukyu-Inselkette durch die Meiji-Regierung ins japanische Reich eingegliedert. Sieben Jahre darauf begann die Firma Mitsui Bussan mit dem Abbau der tertiären Kohlelager auf Iriomote. Da nach drei Jahren von den 200 eingesetzten Bergleuten nur noch ein Drittel lebte, ließ man das Unternehmen eine Zeitlang ruhen. In den 1920er-Jahren erfolgte ein erneuter Versuch. Während der Kriegsjahre wurden neben Einheimischen auch Sträflinge und Arbeiter aus dem nahen Taiwan zur Arbeit in den Gruben gezwungen. Mit der Niederlage Japans endete diese Phase. 1953 kam es zu einem erneuten Abbau, der aber wegen mangelnder Rentabilität 1960 wieder aufgegeben wurde.
In den Jahren unter amerikanischer Besatzung bis zur Rückgabe Okinawas an Japan 1972 gelang es, die Malaria auf Iriomote auszurotten.

## Tourismus
Im Unterschied zur Nachbarinsel Ishigaki-jima bietet Iriomote nur wenige Hotels und Pensionen. Wegen der Korallenriffs ist die Insel bei Tauchern beliebt. Dazu kommen Exkursionen in den Flüssen mit Kanus oder zu Fuß über einige Wanderpfade ins Landesinnere. Im letzteren Fall ist jedoch die Unterstützung eines lokalen Führers anzuraten. Im Nordosten gibt es Fahrten mit von Wasserbüffeln gezogenen Wagen zur vorgelagerten Sandbank Yufu-jima (由布島).
Auf Iriomote befand sich das südlichste Thermalbad (Onsen) Japans, dieses ist jedoch aus Kostengründen eingestellt worden.

## Galerie

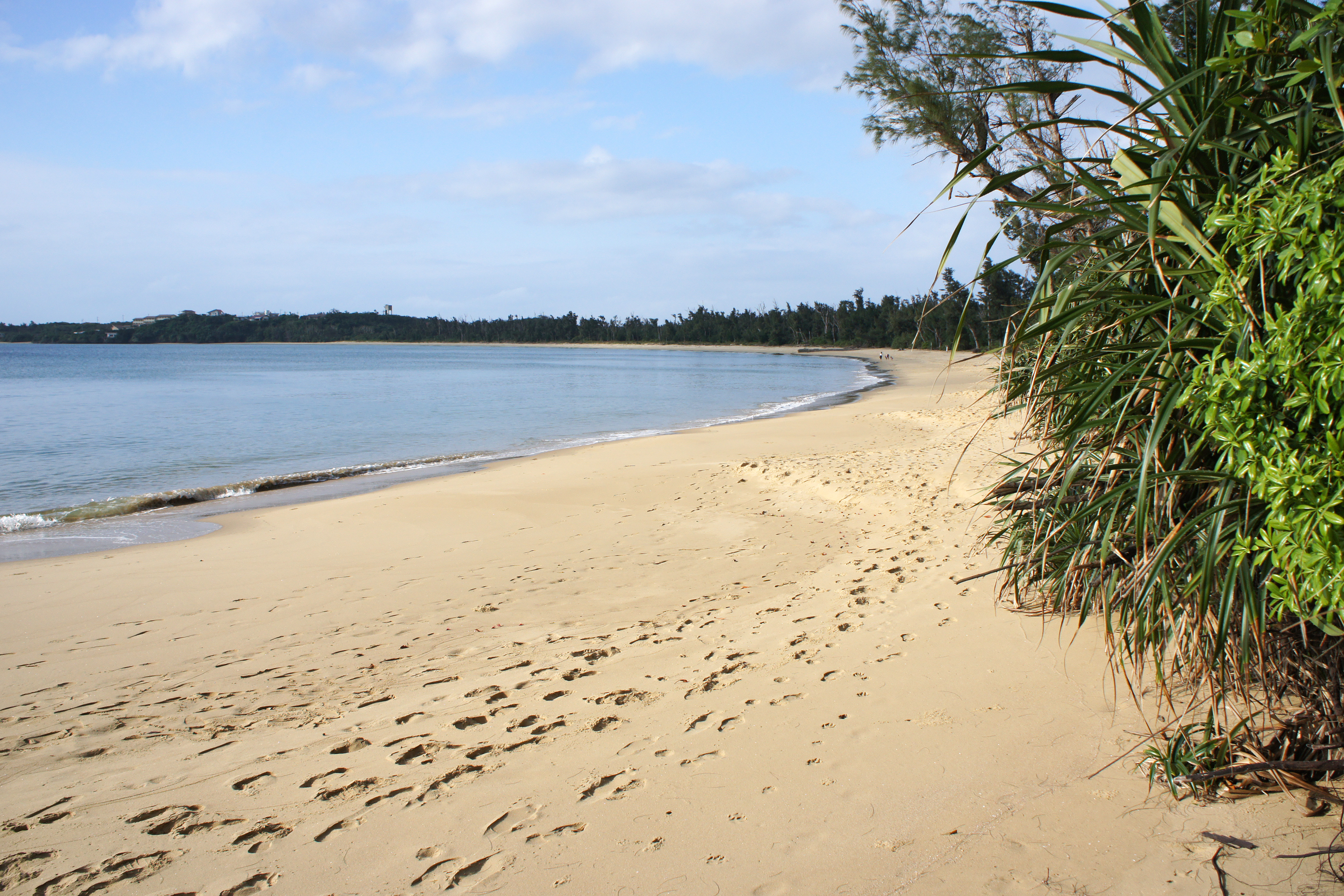
Tudumari-no-hama (Tsukigahama Strand)
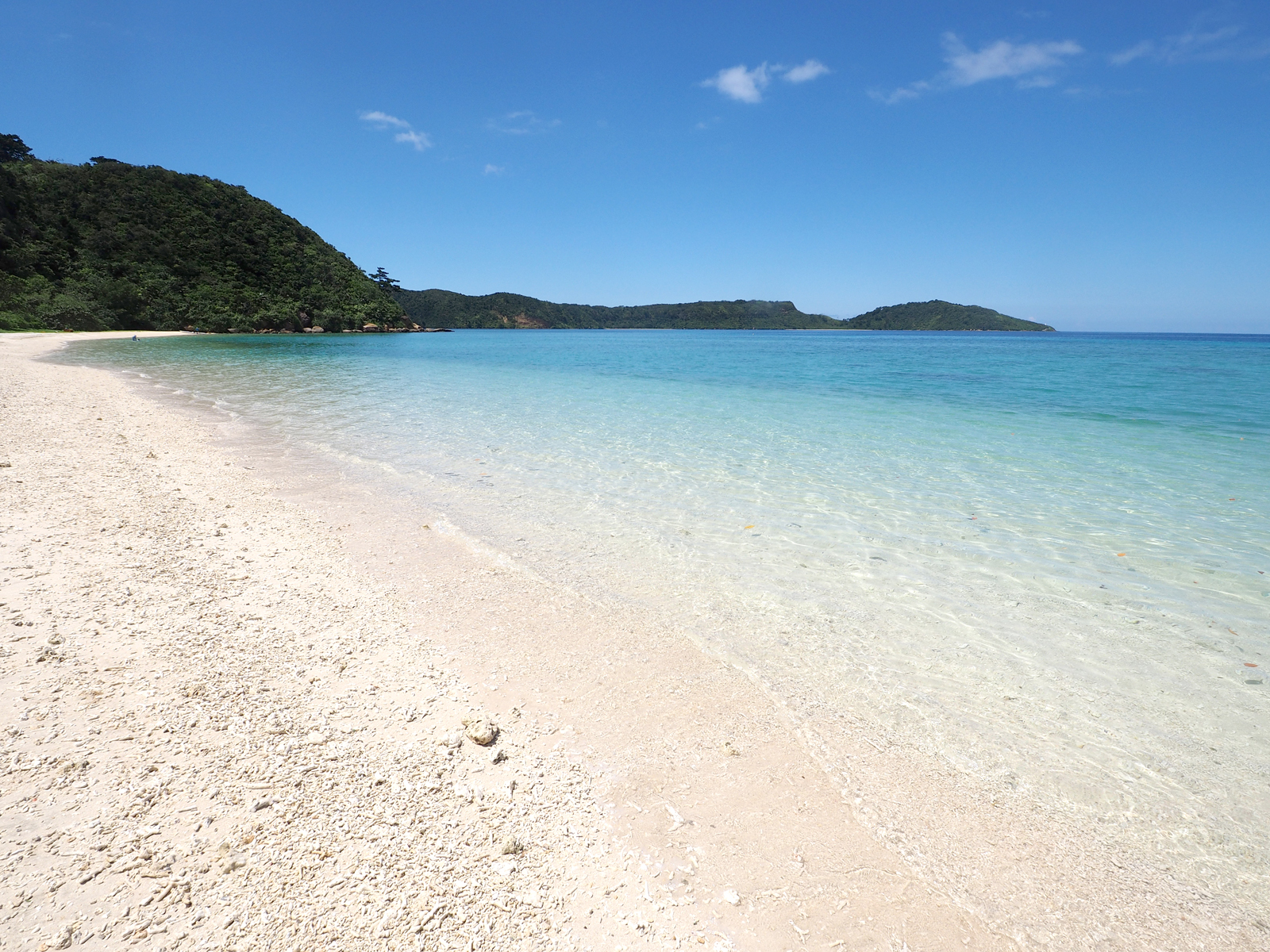
Funauki-Strand im Westen der Insel
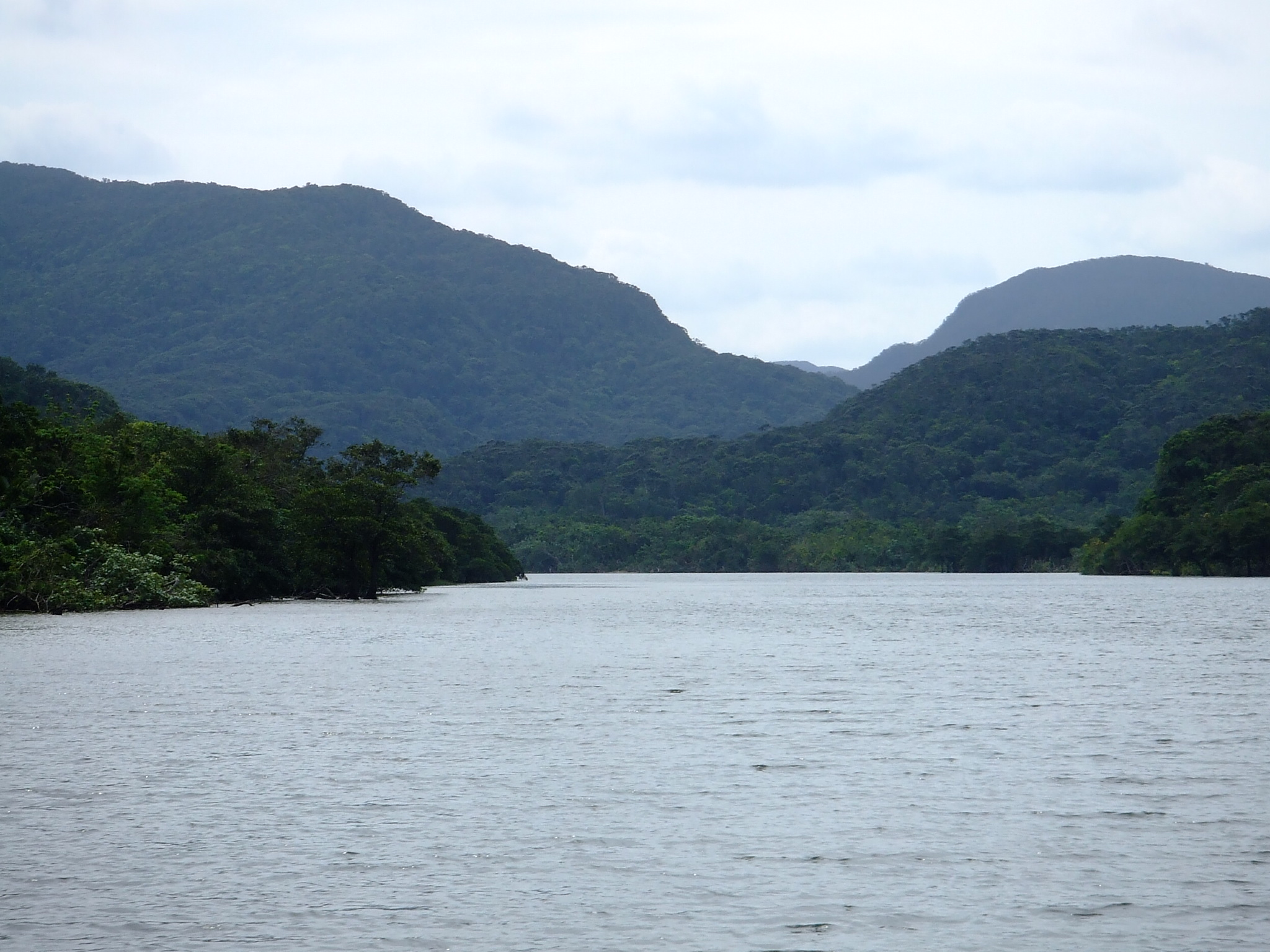
Urauchigawa
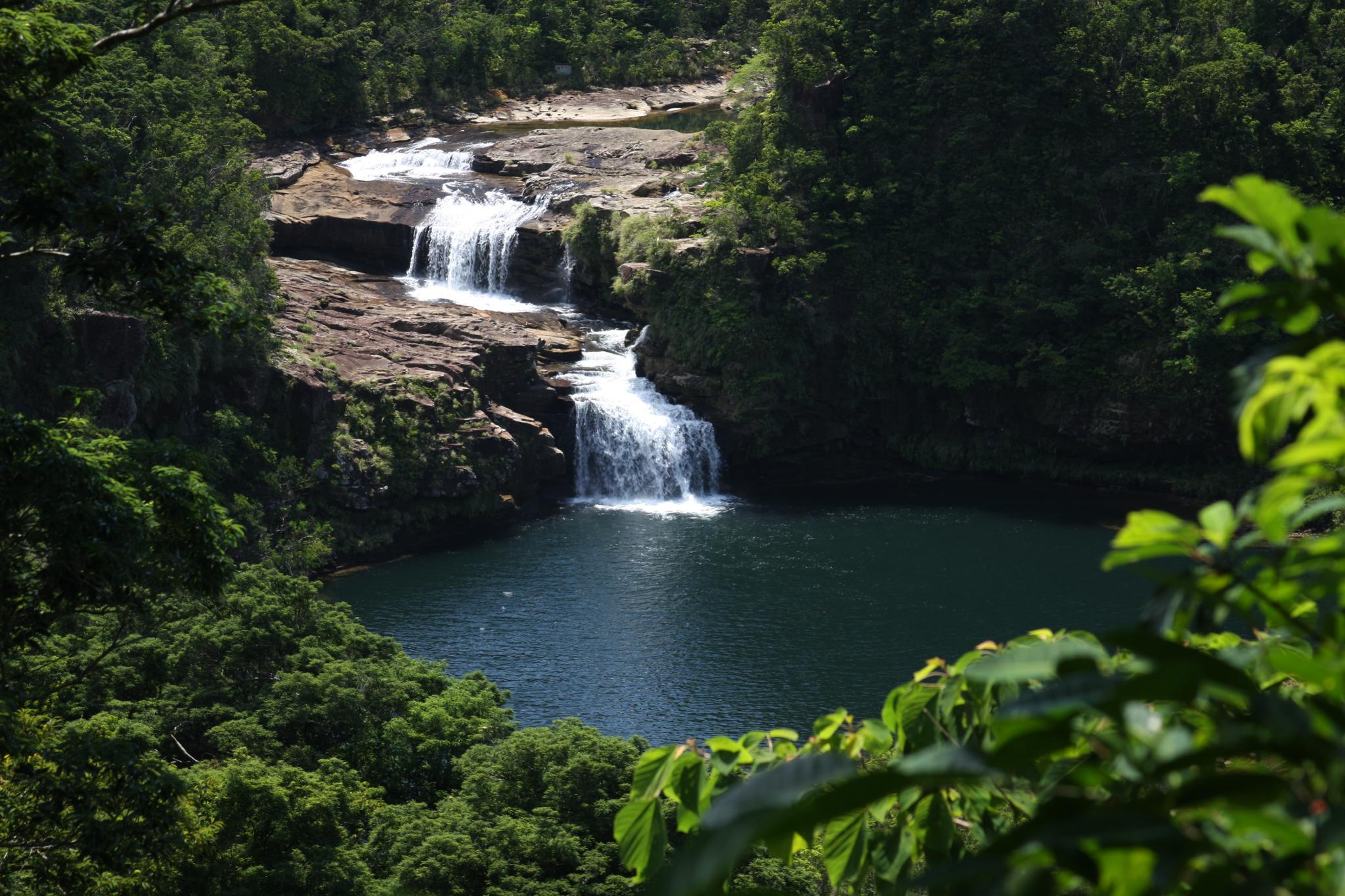
Mariyudō-Wasserfall im Mittellauf des Urauchigawa
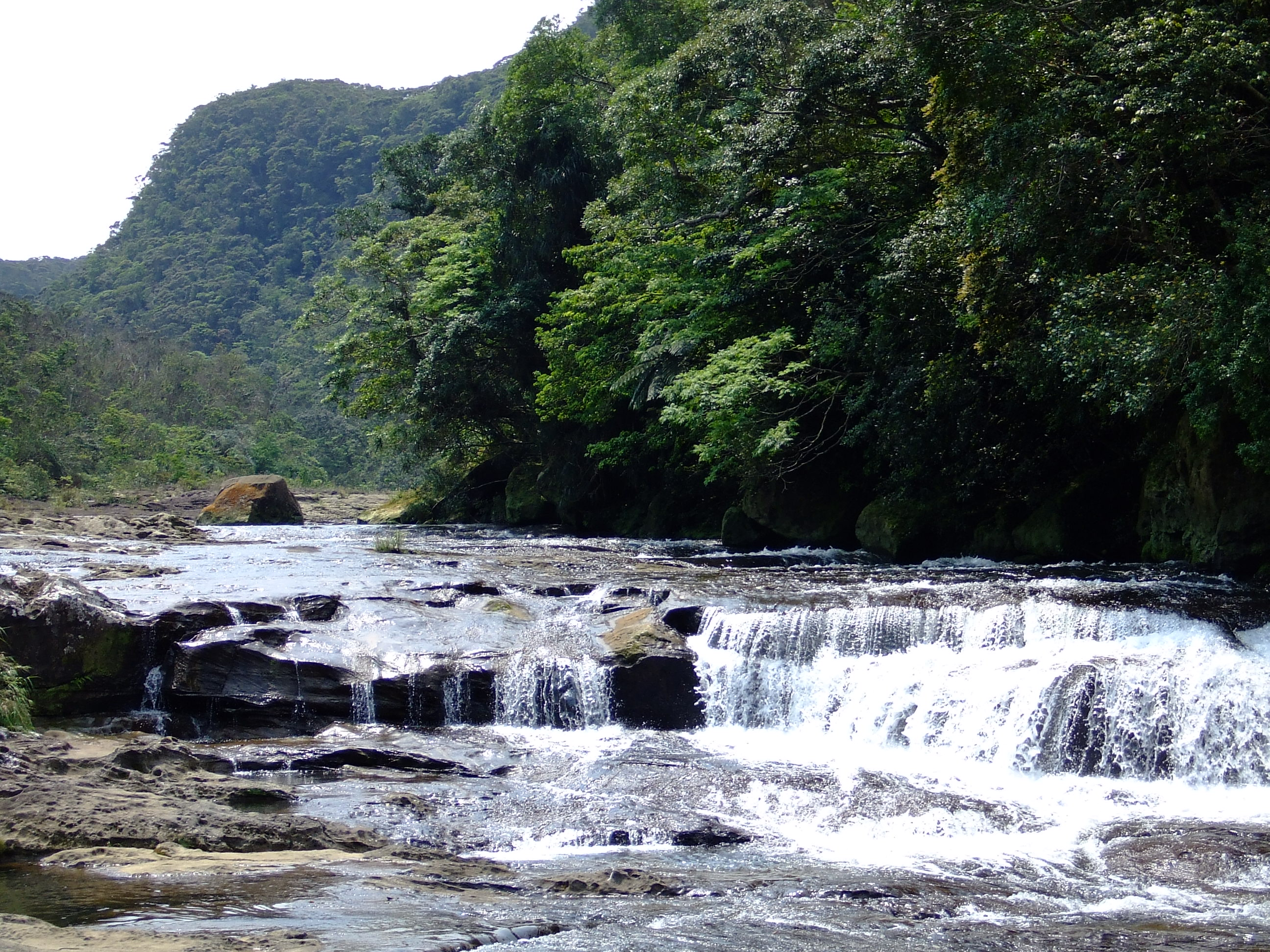
Kampire-Wasserfall im Mittellauf des Urauchigawa
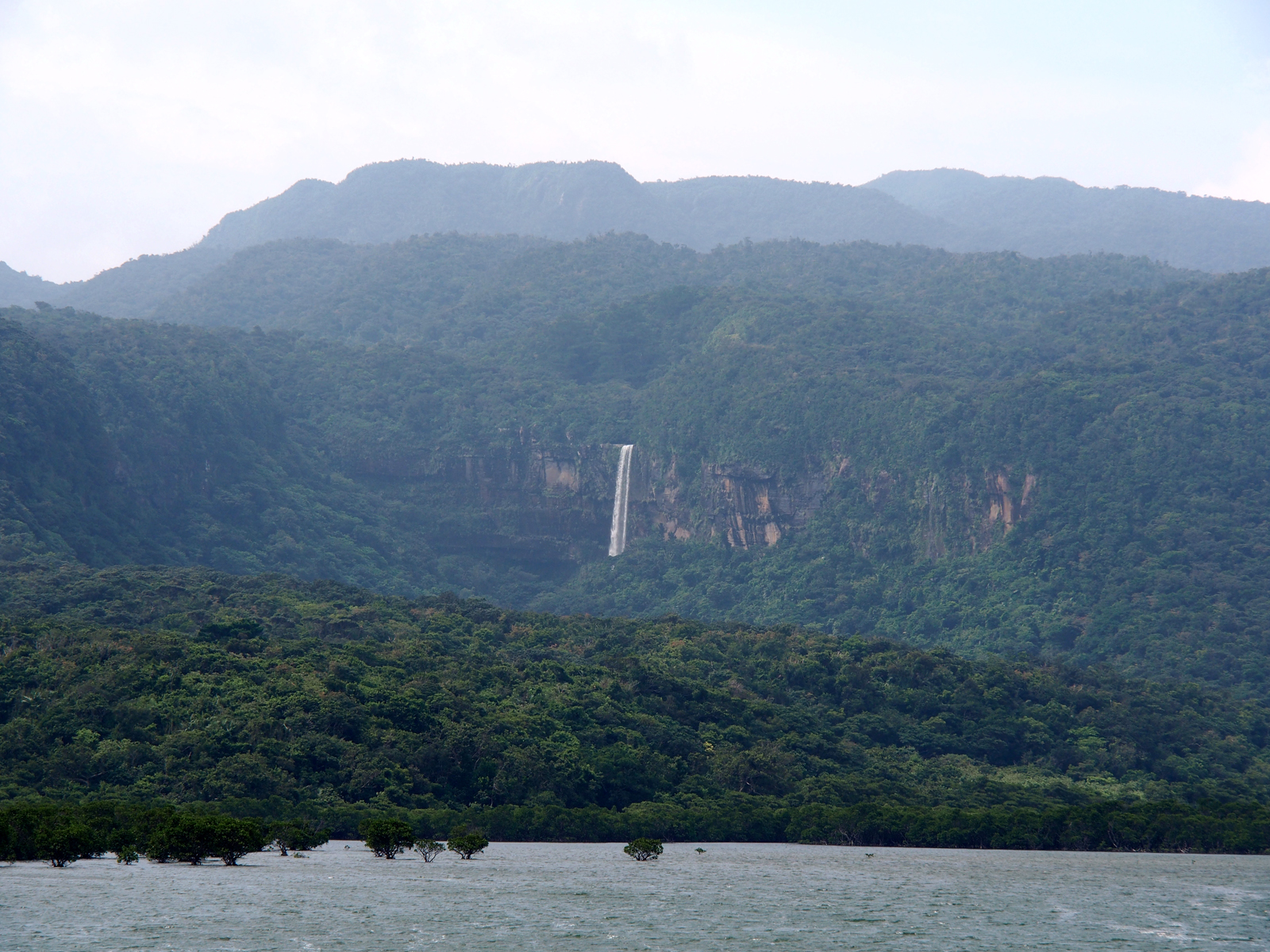
Pinaisāra-Wasserfall im Norden der Insel
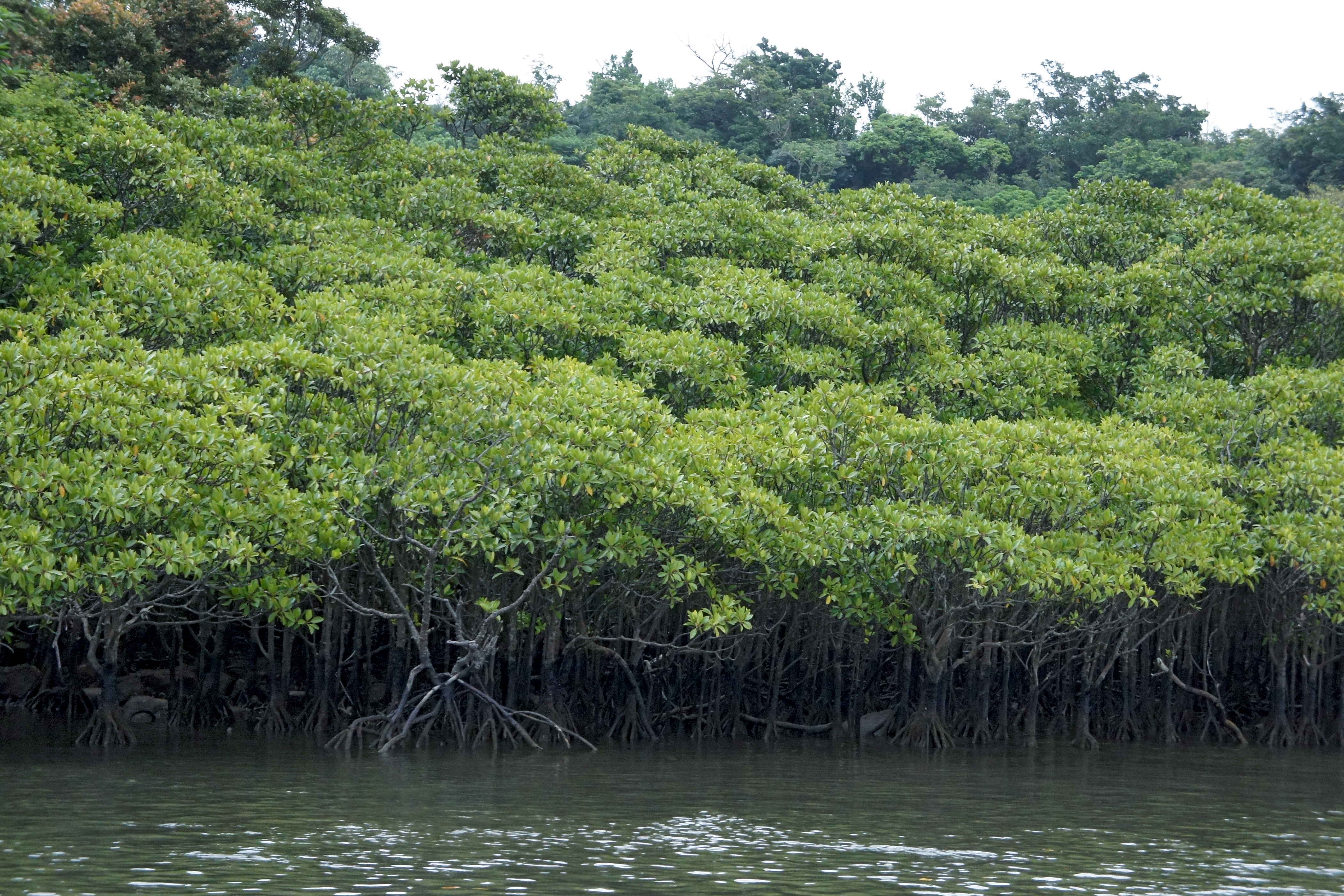
Mangroven am Nakamagawa
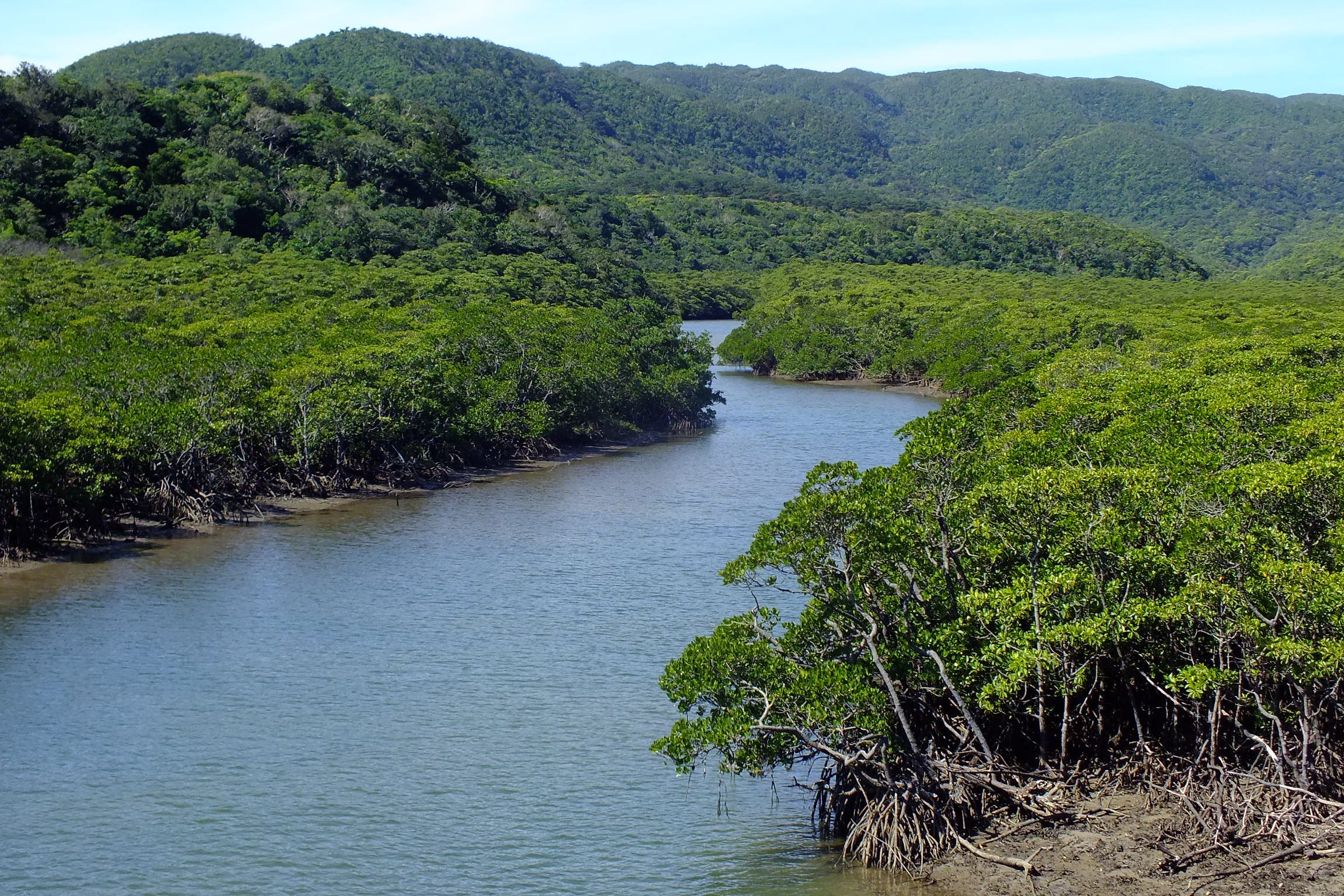
Mündungsgebiet des Shiiragawa